# Палата цензорів Кореї
Пала́та це́нзорів (кор. 司諫院, 사간원, МФА: [saganwʌn]) — центральна урядова установа в Кореї пізнього середньовіччя і раннього нового часу. Одне з трьох відомст в урядовій системі династії Чосон. Займалося перевіркою сумлінності корейського вана, виносило йому застереження щодо помилкового політичного курсу або аморальних вчинків, мало право критикувати монарха. Засноване 1392 року.

## Посади
| Ранги      | Посади                         | Особи |
| ---------- | ------------------------------ | ----- |
| 3 старший  | Старший цензор (大司諫 대사간) | 1     |
| 3 молодший | Цензор (司諫 사간)             | 1     |
| 5 старший  | Підношувач (獻納 헌납)         | 1     |
| 6 старший  | Доповідач (正言 정언)          | 2     |